# Fusil doble

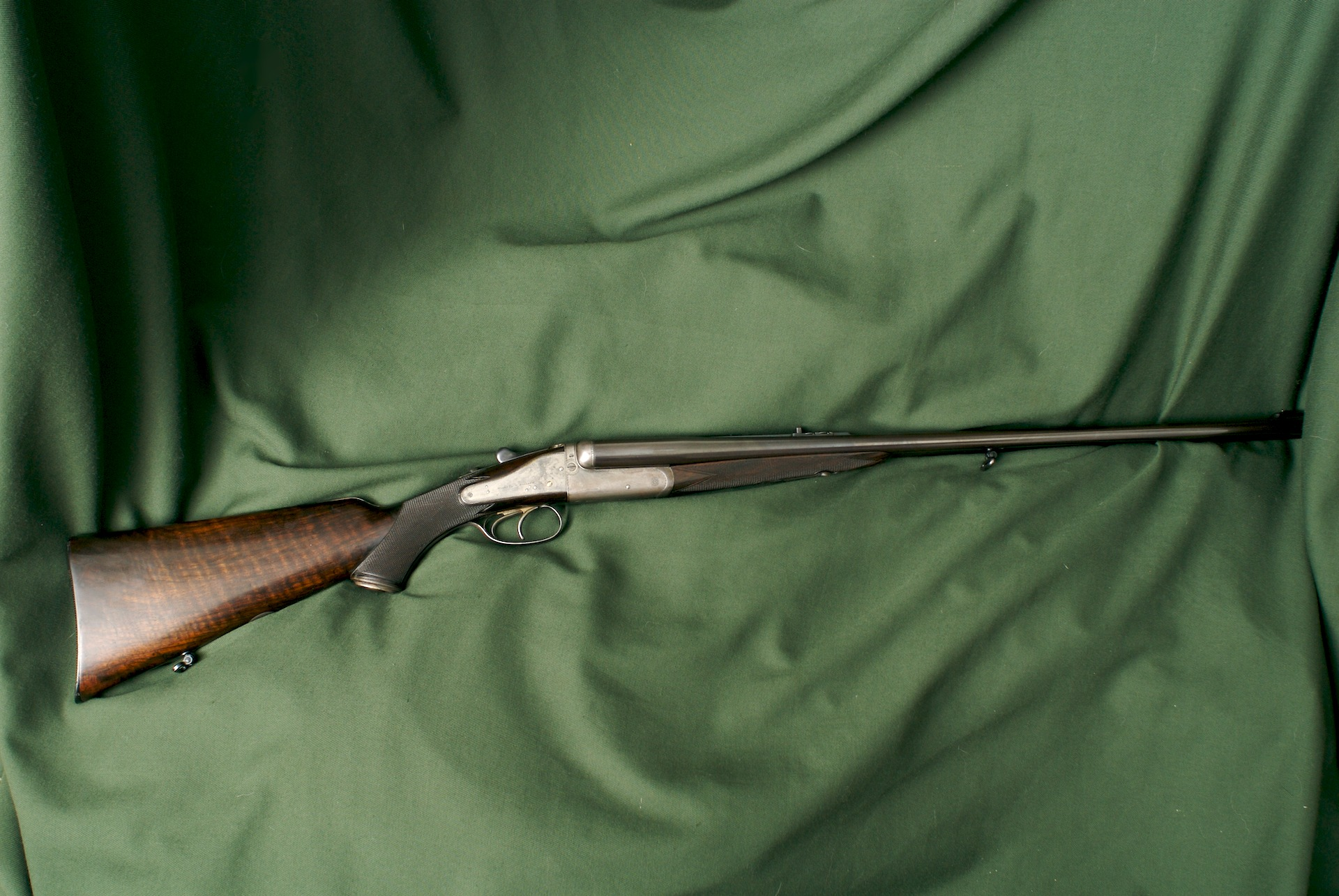
Un fusil doble Holland & Holland, que dispara el cartucho .375 H&H Magnum.

El fusil doble, también conocido como fusil de dos cañones, es un fusil con dos cañones paralelos. Sinónimo con la caza mayor en África y la India, el fusil doble es un arma destinada únicamente para cazar y no tiene orígenes militares.

## Diseño
El fusil doble generalmente está hecho a pedido, siendo considerado por muchos autores como el ápice del diseño de fusiles de cacería; no está diseñado para disparos precisos a largo alcance sino para ofrecer la seguridad de un segundo disparo rápidamente.

### Mecanismo
Como en las escopetas de dos cañones, los fusiles dobles modernos se fabrican con martillos ocultos, aunque a veces están disponibles viejos fusiles con martillos externos. La mayoría de los fusiles dobles emplean el mecanismo de cañón basculante debido a su sencillez y el reducido número de piezas que podrían fallar, por lo que tienen una notable reputación de fiabilidad. El cañón basculante con cierre lateral, cuya palanca está detrás del cajón de mecanismos, es sumamente resistente y en consecuencia se pueden construir cajones de mecanismos más delgados en relación con el calibre, a pesar de que es más difícil de producir y por ende más costoso.
La mayoría de fusiles dobles modernos, especialmente aquellos diseñados para presas peligrosas, son fabricados con eyectores selectivos, que incrementan la velocidad de recarga. Sin embargo, muchos cazadores experimentados prefieren los fusiles dobles sin eyector, ya que con la práctica ellos pueden recargar con igual rapidez. Estos fusiles dobles por lo general tienen un precio ligeramente inferior.

### Cañones
Al igual que las escopetas de dos cañones, los cañones de los fusiles dobles tienen dos configuraciones básicas: yuxtapuesto y superpuesto, que indican la disposición de los cañones.
Para la caza de presas peligrosas, generalmente se prefieren los fusiles dobles yuxtapuestos. Esto se debe a varios motivos, pero principalmente a que los cañones de un fusil doble superpuesto deben pivotar mucho más abajo para poder retirar el casquillo del cañón inferior y recargar.
Durante su fabricación, los cañones de un fusil doble precisan ser reglados para asegurar que las trayectorias de las balas de ambos cañones coincidan en un solo punto de mira. Esto puede hacerse para asegurarse que las balas 1) vayan una paralela a la otra a cualquier alcance efectivo, o 2) converger en una distancia dada, después de la cual empezarán a divergir. Debido a la necesidad de reglar un fusil doble para una carga propulsora específica de sus cartuchos, una vez reglado no podrá disparar eficazmente cartuchos con distintas cargas propulsoras o balas de distinto peso, ya que afectarían su precisión. El proceso de reglar los cañones de un fusil doble es complejo y toma bastante tiempo, por lo que incrementa el costo del fusil.

### Mecanismos de puntería
Mientras que muchos fusiles dobles modernos están equipados con miras telescópicas, la necesidad de aputar rápidamente frente a presas peligorsas llevó al desarrollo del alza "Express". Este tipo de alza tiene una abertura en V muy ancha y poco profunda, generalmente con una raya blanca dentro del vértice de la V. El propósito del alza "Express" es permitr apuntar a distancias moderadas cuando hay tiempo para hacerlo cuidadosamente, además de poder apuntar el fusil como si fuese una escopeta para detener la carga de un animal peligroso a muy corto alcance, cuando hay escaso tiempo para apuntar.

### Calibres
Los fusiles dobles fueron producidos en diversos calibres, desde 5,6 mm (.220) hasta 17,8 mm (.700). Entre los cartuchos británicos tradicionales para fusiles dobles figuran las series Rook, Black Powder Express y Nitro Express con pestaña, muchos de los cuales todavía están disponibles. Los fabricantes europeos suelen calibrar sus fusiles dobles para cartuchos con pestaña del sistema métrico, aunque también los calibran para cartuchos británicos y estadounidenses.

## Historia
El desarrollo del fusil doble siempre siguió al de la escopeta de dos cañones, en general ambos siendo muy similares, pero el esfuerzo de disparar un proyectil macizo es mucho mayor que el ejercido por los perdigones. Los primeros mosquetes de dos cañones fueron creados en la década de 1830, cuando la caza de ciervos al acecho se hizo popular en Escocia. Anteriormente se habían empleado armas de un solo cañón, pero se observó la necesidad de hacer un segundo disparo con rapidez para rematar un animal herido, por lo que se empezó a fabricar mosquetes de dos cañones siguiendo el formato de las escopetas del mismo tipo que ya eran usualmente empleadas.
Estas primeras armas de dos cañones eran de avancarga, empleaban pólvora negra y tenían ánima lisa, siendo disparadas con llave de chispa o con llave de percusión. Aunque el estriado data de mediados del siglo XVI, la invención del fusil Express por James Purdey el Joven en 1856 permitió alcanzar velocidades de boca mucho más grandes a través del ánima estriada, mejorando significativamente la trayectoria y el alcance de tales fusiles. Estos fusiles Express tenían dos profundas estrías en el ánima de sus cañones, que eran amplias y lo suficientemente profundas para prevenir que las balas de plomo limen el estriado al ser disparadas a alta velocidad, un problema significativo anteriormente.
Estos fusiles dobles de avancarga se producían en una gran variedad de calibres, los más comunes para la caza de ciervos, siendo 10,2 mm (.400), 11,43 mm (.450), 12,7 mm (.500), 14,7 mm (.577) y 18,5 mm (calibre 12, o .729). Para presas mayores y con piel más gruesa, se empleaban fusiles dobles de 19,7 mm (calibre 10, o .775), 21,2 mm (calibre 8, o .835) y 26,7 mm (calibre 4, o 1,05 pulgada), siendo el último un calibre específico para cazar elefantes. Mientras que la mayoría de fusiles dobles que tenían estos calibres podían ser adquiridos con ánima estriada, aquellos de 26,7 mm y el menos usual 23,3 mm (calibre 6, o .919) rara vez tenían ánimas rayadas, porque la incrementada fricción del estriado producía un excesivo retroceso.
Desde el siglo XVI ya existían varios fusiles experimentales de retrocarga, pero los desarrollos tales como el fusil Ferguson en la década de 1770 y los primeros cartuchos de espiga en la década de 1830 tuvieron poco impacto en los fusiles de cacería debido a su naturaleza experimental y costo, ante la resistencia y fiabilidad de los fusiles de avancarga. En 1858, Westley Richards patentó el cañón basculante, que a pesar de ser un desarrollo útil, los primeros fusiles con este mecanismo tenían mucha elasticidad en las piezas y al disparar se abrían ligeramente. Este problema se agudizaba gradualmente con los disparos sucesivos y la aparición de cartuchos más potentes. Varios armeros probaron distintos métodos para resolver este problema, sin mucho éxito hasta que Westley Richards inventó el cierre "cabeza de muñeca" en 1862, el cual mejoró la rigidez del arma. Este fue seguido por el mecanismo con cierre bajo de James Purdey en 1863 y el sistema "Wedge fast" de W. W. Greener en 1873, que pasó a ser el mecanismo de cañón basculante básico hasta el presente y tiene la fuerza necesaria para resistir las tensiones de disparar proyectiles de gran calibre. Para 1914, se podían encontrar mecanismos con tres, cuatro y hasta cinco cierres en diversos mecanismos de cañón basculante específicos.
En 1861 se inventó el cartucho de percusión central, desarrollándose rápidamente una gran cantidad de cartuchos con carga propulsora de pólvora negra que montaban las balas del mismo calibre empleadas por los fusiles dobles de avancarga, tales como el .450/400 Black Powder Express, el muy popular .450 Black Powder Express, el .500 Black Powder Express y el .577 Black Powder Express, todos ellos con casquillos de diversa longitud. Los primeros cartuchos con casquillo de latón calibre 10, calibre 8 y calibre 4 no fueron desarrollados hasta 1870, marcando con su introducción el final de los fusiles dobles de avancarga.
Hasta ese momento, todos los fusiles dobles tenían martillos externos cuyo impacto accionaba el mecanismo que disparaba el cartucho, aunque ya se habían hecho varios intentos por retirarlos. El primer mecanismo de cañón basculante con martillos ocultos fue inventado por Thomas Murcott en 1871, siendo llamado "La ratonera" y a pesar de su complejidad se vendió en cantidades significativas. En 1875, los empleados de la Westley Richards William Anson y John Deeley patentaron el  mecanismo de cañón basculante con martillos ocultos "Anson & Deeley", y en 1878 los armeros W&C Scott & Son de Birmingham inventaron el cañón basculante con cierre lateral, que gracias a su éxito fue adoptado de inmediato por Holland & Holland.
Para 1900, los mecanismos de cañón basculante con martillos ocultos habían reemplazado a los fusiles dobles con martillos externos y con la adición de eyectores y apertura asistida, el diseño básico del fusil doble ha cambiado muy poco hasta el presente. Cabe resaltar que fue Westley Richards quien inventó el primer cierre eficaz para fusiles dobles, los eyetores, el gatillo selectivo único y los extractores especiales que permiten emplear cartuchos sin pestaña en los fusiles dobles, encontrándose todas estas características en los fusiles dobles modernos.
En 1898, John Rigby & Company reemplazó la carga propulsora de pólvora negra del cartucho .450 Black Powder Express con cordita y creó el cartucho .450 Nitro Express, el primer cartucho de la serie Nitro Express, que tuvo un profundo impacto en el desarrollo de cartuchos de cacería e hizo que el fusil doble sea sinómino con los cartuchos Nitro Express. Con su forma final y disparando los modernos cartuchos Nitro Express, el fusil doble británico tuvo su época de auge desde inicios del siglo XX hasta la década de 1930, dando origen al "cazador blanco" y a la industria del safari en el África oriental.
Después de la Segunda Guerra Mundial, la combinación del incremento de los costos laborales y la reducción territorial del Imperio británico puso fin a la demanda de fusiles de cacería manufacturados, con el fusil doble siendo principalmente reemplazado por el fusil de cerrojo. No fue hasta la década de 1980 y con el surgimiento de la industria del safari en el sur de África que se reinició la producción de fusiles dobles, destinada especialmente a los cazadores estadounidenses.

## Empleo
Para cazar en África, el fusil doble Nitro Express continúa siendo muy popular, aunque demasiado costoso para la mayoría de cazadores.
En Europa, el fusil doble sigue siendo razonablemente popular en Austria, Francia, Alemania, Italia, Escandinavia, España y Europa Oriental para la caza del jabalí, oso, ciervo y alce.

## Fabricantes actuales de fusiles dobles
- Anderson Wheeler
- Blaser
- Chapuis Armes
- David McKay Brown
- Davide Pedersoli
- FAMARS
- Grulla Armas
- Hartmann & Weiss
- Heym
- Holland & Holland
- James Purdey & Sons
- John Rigby & Company
- Krieghoff
- Merkel
- Sabatti
- Sauer & Sohn
- Verney-Carron
- Westley Richards